# Блэкберн, Фредерик
Фредерик Блэкберн (англ. Frédéric Blackburn; род.21 декабря 1972 года в Сагеней, провинция Квебек) — канадский конькобежец, специализирующаяся в шорт-треке. Двукратный серебряный призёр Олимпийских игр 1992 года, участвовал в Олимпийских играх 1994 года. 4-х кратный чемпионкой мира.

## Биография
Фредерик Блэкберн с пяти лет влюбился в шорт-трек, после того как увидел этот вид спорта, а начал заниматься конькобежным спортом в 6 лет. Через 10 лет он попал на международные соревнования, а в 1990 году попал в национальную сборную Канады и сразу на мировом чемпионате в Амстердаме в эстафете выиграл серебро. В следующем году он выступал на командном чемпионате мира в Сеуле и помог команде выиграть бронзу. 
Далее были Олимпийские игры в Альбервилле, где Блэкберн на дистанции 1000 метров завоевал серебряную медаль, а потом ещё взял второе серебро в эстафете. В марте 1993 года на командном чемпионате мира в Будапеште завоевал серебряную медаль. 
На Олимпийских играх в Лиллехаммере года Блэкберн на 500 метров не попал в финал, а в финале В занял 1 место и итоговое пятое. На 1000 метров он вновь остановился в шаге от финала и занял 6 место. А в эстафете у команды Канады были шансы попасть в тройку призёров, но остались четвёртыми. На чемпионате мира в Гилфорде победил на дистанции 500 метров, был вторым на 1000 метров и в общем зачёте тоже стал серебряным, разделив второе место с корейским шорт-трекистом Чхэ Джи Хуном. 
В марте 1994 на чемпионате мира среди команд в Кембридже выиграла очередное серебро. В 1995 году на мировом первенстве в Йевике был первым с командой в эстафете и в общем зачёте занял третье место, а следом на командном  чемпионате мира в Зутермере завоевала золотую медаль в женской команде.
На чемпионате мира в Гааге 1996 года он стал третьим на 500 метров и вторым в эстафете и на чемпионате мира в Лейк-Плэсиде вновь стал золотым призёром. После ухода из спорта в 1998 году Блэкберн несколько лет работал менеджером по производству коньков Apex Racing Skates, компании, которая разрабатывает и продаёт коньки более чем в двадцати странах. 
В 2002 году он вернулся в спорт, участвовал в 6-м этапе Кубке мира, заняв 9-е место в беге на 1500 м и выиграв серебряную медаль в эстафете, но из-за проблем с бедром, вызванной ранними травмами он не смог выступать на должном уровне и в 2005 году окончательно покинул шорт-трек. 

## Тренерская работа
Он вернулся обратно в Apex Racing Skates и параллельно тренировал в Монреальском клубе Сен-Мишель, прежде чем присоединиться к  национальной сборной. С 2010 года вёл тренерскую карьеру среди мужчин в национальной сборной. С 2012 года Фредерик становится тренером женской команды Канады и на протяжении 10 лет оставался в этой должности, тренировал таких звёзд, как Марианна Сен-Желе и Ким Бутен. Он был отстранён в 2020 году, когда его обвинили в психологических домогательствах, однако потом его оправдали.
5 января 2021 года он стал тренером женской сборной Италии, подписав контракт до июня 2022 года. В свободное время он любит заниматься серфингом.

## Награды
- 2010 год - получил награду SSC Coaching Excellence Award
- 2010 год - назван Тренером года Федерацией виноделия Квебека